# Paramossula basalis
Paramossula basalis är en insektsart som först beskrevs av Andrew Nelson Caudell 1916.  Paramossula basalis ingår i släktet Paramossula och familjen vårtbitare. Inga underarter finns listade i Catalogue of Life.